# 모질라 선더버드
모질라 선더버드(Mozilla Thunderbird)는 모질라 재단이 개발한 자유 소프트웨어 크로스 플랫폼 전자우편 및 뉴스 클라이언트 소프트웨어이다. 웹브라우저를 개발하는 모질라 파이어폭스를 따라서 선더버드 프로젝트 전략이 수립되었다. 파이어폭스의 목적인 웹브라우저를 다시 정의하는 것과 마찬가지로, 선더버드는 메일 및 뉴스 클라이언트 인터페이스의 진보를 목적으로 하고 있다.

## 역사
원래 미노타우르(Minotaur)라는 이름으로 피닉스(모질라 파이어폭스의 전신) 바로 직후에 시작된 프로젝트였는데 큰 반향을 일으키진 못했다. 그러나 모질라 파이어폭스가 큰 성공을 거두자 그것과 어울리는 메일 클라이언트의 요구가 커졌고, 미노타우르에 관한 일은 선더버드라는 이름으로 재탄생하여 파이어폭스 팀이 개발한 새로운 개발 환경으로 이전했다. 선더버드란 아메리카 인디언 전설에 나오는 천둥새라는 뜻이다.
2007년 7월 26일 모질라 재단은 자회사인 모질라 코퍼레이션은 모질라 파이어폭스 개발에 집중하고 있었기 때문에, 독립 기업이 선더버드를 개발할 것이라고 발표했다.
2011년 4월 4일 선더버드를 개발하던 독립 기업인 모질라 메시징은 모질라 재단의 모질라 랩스 그룹에 합병되었다.
파이어폭스의 출시 일정과 비슷하여, 파이어폭스의 개발 단계인 베타, 오로라, 나이틀리에 해당하는 선더버드는 베타, 얼리버드, 데일리이다. 출시 날짜와 게코 버전은 파이어폭스와 정확하게 똑같다. 예를 들면, 파이어폭스 7과 선더버드 7은 모두 2011년 9월 27일에 출시되었고, 둘 다 게코 버전도 7.0이었다.
2015년 12월 1일 모질라 재단과 모질라 코퍼레이션의 CEO 인 미첼 베이커는 모질라에서 선더버드를 후원하지 않겠다는 의사를 표했다. 2016년 4월 7일 오픈 소스 전문 컨설턴트 시몬 핍스는 소프트웨어 자유 단체, TDF, 모질라 재단 등이 선더버드의 새로운 후원조직 후보라고 밝혔다.

## 특징
선더버드는 단순한 이메일, 뉴스그룹 및 뉴스 피드 클라이언트를 지향한다. 추가적인 기능은 확장 기능을 설치해 사용할 수 있다.

### 메시지 관리
여러 개의 이메일, 뉴스그룹, 뉴스 피드 계정을 관리할 수 있고 계정 내에서 여러 개의 아이디를 지원한다.

### 정크 필터
스팸 필터, 내장 주소록 기반의 화이트리스트를 통합하고 있다. 또한 SpamAssassin과 같은 서버 기반 필터도 사용 가능하다.

### 확장 기능
확장 기능을 통해 달력과 같은 추가적인 기능을 사용할 수 있다.

### 테마
선더버드의 모습을 다양하게 변경할 수 있는 테마를 제공한다. 테마는 여기 모질라 확장 기능에서 다운로드할 수 있다.

### 지원 파일 형식
- mbox
- Mork
- SQLite

### 크로스 플랫폼 지원
지원하는 운영 체제:
- 마이크로소프트 윈도우
- 리눅스
- 맥 OS X
- OS/2와 이컴스테이션[8]
- 오픈솔라리스

소스 코드는 무료로 이용 가능하고 컴파일되어 다른 아키텍처와 운영 체제에서 실행될 수 있다.

### 보안
기업과 정부 수준의 TLS와 같은 보안 기능을 제공한다.

## 스크린샷

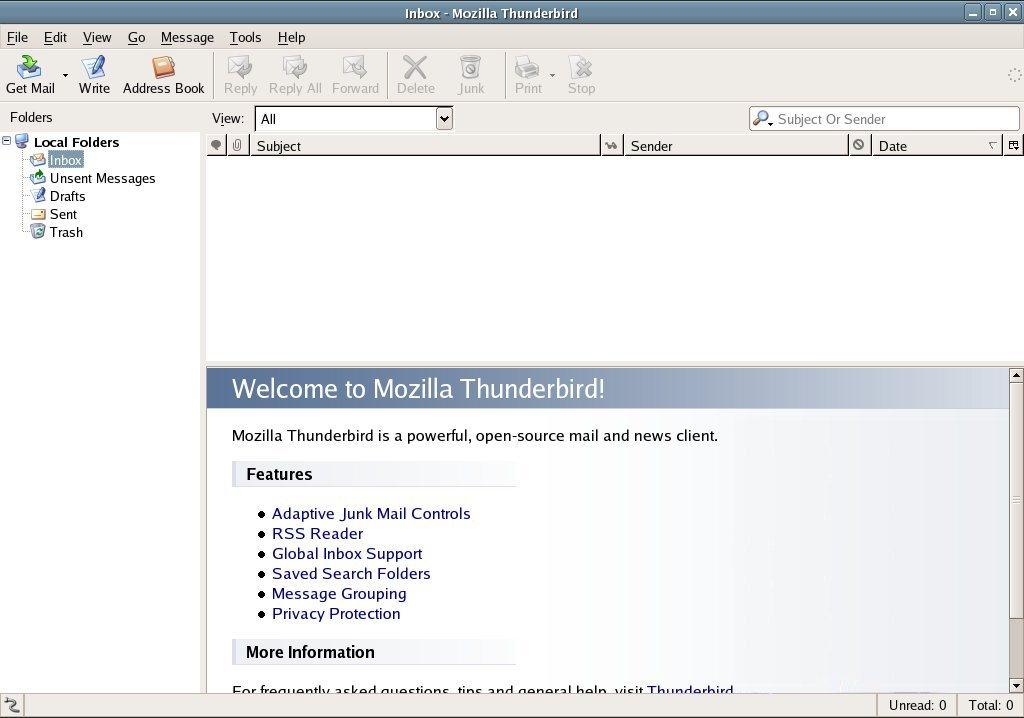
선더버드 1.0.6
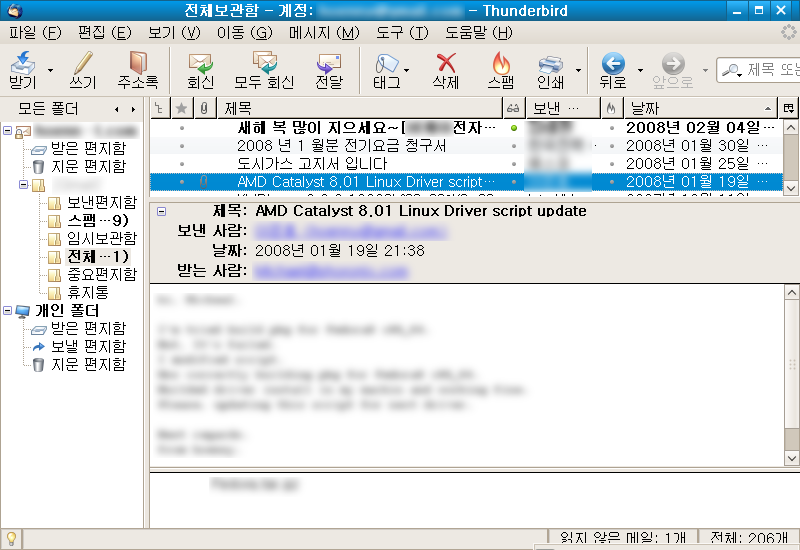
선더버드 2.0
선더버드 3.0

## 같이 보기
- 모질라
- 시몽키